# 泰魯阿訥河畔孔日戰役
泰魯阿訥河畔孔日戰役發生於1814年2月28日至3月1日，由奧古斯特·德·馬爾蒙元帥和愛德華·莫蒂埃元帥率領的10,000名法軍與弗里德里希·馮·克萊斯特指揮的12,000名普魯士人進行交戰。
2月28日，法軍進攻並將普軍驅趕到烏爾克河西岸。那天晚上和第二天，克萊斯特試圖進攻將法軍擊退，盟軍最終沒有成功。
2 月下旬，陸軍元帥格布哈德·莱贝雷希特·冯·布吕歇尔的西里西亞盟軍向巴黎推進，這支軍隊人數遠遠高於法軍。當克萊斯特的普魯士第二軍在馬恩河北岸採取威脅性陣地時，法軍發動進攻將對手擊退。而當布呂歇爾得知拿破崙的軍隊正從東南方快速逼近時，布呂歇爾放棄了強攻馬爾蒙的軍隊，開始向北撤退，因為他不想重蹈六日戰役的覆徹。

## 註腳
1. 1 2  Petre 1994，第97頁.
2. 1 2  Smith 1998，第505頁.
3. ↑  Nafziger 2015，第228頁.